# Єжи Красовський
Єжи Красо́вський (пол. Jerzy Krasowski; нар. 1 листопада 1925, Варшава — пом. 13 квітня 2008, Варшава) — польський театральний актор і режисер; заслужений діяч культури Польщі з 1974 року.

## Біографія
Народився 1 листопада 1925 року у місті Варшаві (нині Польща). Брав участь у Другій світовій війні, воював у складі Армії Крайової.
У 1951 році закінчив акторський, а у 1955 році — режисерський факультети Державної вищої театральної школи у Варшаві.
Впродовж 1955—1963 років працював режисером краківського Народного театру в Новій Гуті, у 1965—1972 роках — Польського театру у Вроцлаві, у 1972—1981 роках — краківського Театру імені Юліуша Словацького. Одночасно протягом 1972—1981 років обіймав посаду ректора Державної вищої театральної школи у Кракові. У 1983—1990 роках очолював Національний театр у Варшаві. 
Помер у Варшаві 13 квітня 2008 року. Похований у Варшаві на цвинтарі Військові Повонзки (ділянка А30).

## Творчість в Україні
У 1976 році поставив у Київському драматичному театрі імені Івана Франка виставу «Краків'яни і гуралі» Войцеха Богуславського.